# Władysław Stecyk
Pour les articles homonymes, voir Stecyk.
Władysław Stecyk est un lutteur polonais spécialiste de la lutte libre né le 14 juillet 1951 à Radów.

## Biographie
Władysław Stecyk participe aux Jeux olympiques d'été de 1980 à Moscou dans la catégorie des poids mouches et remporte la médaille d'argent.